# Karl Ambros Bernard
Karl Ambros Bernard (23. února 1808 Jilemnice – 2. listopadu 1844 Cařihrad) byl česko-rakouský lékař, anatom, chirurg, epidemiolog, patolog, botanik, vysokoškolský pedagog a odborný spisovatel. Pět let života strávil v Cařihradě, hlavním městě Osmanské říše, kde vedl tzv. Říšskou lékařskou školu, a dopomohl zde s aplikací prvků moderní evropské medicíny.

## Životopis
Narodil se v Jilemnici (jiné zdroje uvádějí za místo jeho narození Prahu) v česko-německé rodině. Lékařství studoval na pražské Ferdinandově univerzitě a na Josefské akademii ve Vídni. Následně nastoupil do rakouského vojska k povinné službě a byl zařazen jako podłlékař pěšího pluku v Černovicích v Haliči, nedaleko hranic s Ruským impériem. Během svého působení se zasadil o potlačování nákaz cholerou: zřídil zde specializovanou nemocnici, rovněž byl údajně prvním, kdo pitval zemřelého na následky cholery a následně vypracoval do té doby možná nejpodrobnější pojednání o tomto onemocnění. Následně se vrátil ke studiím na Josefské akademii a roku 1839 zde dosáhl doktorské hodnosti, nedlouho poté byl jmenován vrchním polním lékařem.
Již roku 1839 však spolu s Dr. Neunerem odcestoval do západní části Osmanské říše (pozdější Turecko), kde byli oba lékaři z iniciativy osmanského sultána Mahmuda II., aby modernizovali lékařskou školu ve čtvrti Galatasaray dle vzoru vídeňské Josefské akademie. Rovněž byl autorem odborných lékařských a botanických publikací, sepsaných většinou ve francouzštině. Byl mj. autorem inauguračního pojednání o lékařském používání elektřiny, sepsal odborné práce o minerálních lázních, inicioval také bezplatné očkování obyvatelstva (povětšinou ve francouzštině).
Zemřel 7. listopadu 1844 v Cařihradě ve věku 36 let. Dlouhodobě se potýkal s chatrným zdravím, opakovaně navštěvoval lázně. Pohřben byl v katolickém kostele svaté Marie Draperis v cařihradské čtvrti Beyoğlu. Hrob v kryptě kostela zdobí mohutný náhrobní kámen s nápisem zhotoveným ve francouzštině.
Na jednom z míst v Istanbulu byla odhalena jeho pamětní deska.